# Joseph Ignaz Düntzer
Joseph Ignaz Düntzer  (* 27. Mai 1808 in Köln; † 30. September 1848 ebenda) war ein Wundarzt, Geburtshelfer und Medizinhistoriker.

## Leben und Wirken
Ignaz Düntzer wurde als ältester Sohn des Kaufmanns Johann Josef Düntzer in Köln geboren; seine Mutter war dessen zweite Ehefrau, Maria Cäcilia Düntzer, geborene Seydlitz aus Brühl. Einer seiner jüngeren Brüder war der Philologe Heinrich Düntzer.
Er besuchte seit 1817 das Karmeliter-Gymnasium in Köln und beendete diese Schule nach 10 Jahren mit dem Abitur. Anschließend begann er 1827 ein Medizin-Studium in Bonn an der  Rheinischen Friedrich-Wilhelm-Universität und schloss dieses nach fünf Semestern ab. In seinem Studium besuchte er Vorlesungen in den Fächern Logik und Psychologie, Experimentalphysik, Botanik, Zoologie, Sezieren von Lebendigem, Experimentalchemie und Mineralogie. Weitere besuchte Vorlesungen waren Oesteologie, Syndesmologie, allgemeine und spezielle Anatomie, Pharmakologie, richtiges Zusammenstellen von Formeln, Theorie der praktischen Medizin, Kinderkrankheiten, Pathologie, Heilen von chirurgischen Krankheiten, richtiges Erkennen und Behandeln von Augenkrankheiten sowie über gebrochene und verrenkte Knochen. Außerdem besuchte er philosophische Vorlesungen. In Bonn wurde er Mitglied des Corps Rhenania.
Im Herbst 1829 wechselte er an die Charite in Berlin und erhielt dort eine weitere Ausbildung bei Eduard Wolff, der als Leiter für die Abteilung für Innere Krankheiten zuständig war. Vertiefend wurde Ignaz Düntzer in den Bereichen spezielle Therapie von chronischen und akuten Erkrankungen, Akiurgie, Hebammenkunst und Sektion von Leichen unterrichtet. In Berlin legte er dann auch die Prüfungen in klinischer Medizin und Chirurgie ab.
Am 9. März 1831 promovierte er mit seiner Dissertation De delirio tremente.
Am 31. Dezember 1833 heiratete er Margaretha Hertmanni aus Köln, die Tochter des Friedensrichters Franz Josef Aloys Hertmanni und der Johanna Katharina Seydlitz. Ihr hinterließ er nach seinem Tode eine wertvolle Gemäldesammlung, so dass sie anschließend finanziell versorgt war.
Nach einem kurzen Aufenthalt in seiner Heimatstadt Köln eröffnete er in Bedburg bei Bergheim eine Praxis und arbeitete als praktischer Arzt. Im Laufe der Zeit entwickelte sich seine Praxis weiter und vergrößerte sich. In dieser Zeit begann er auch wissenschaftliche Studien zu betreiben und Texte in medizinischen Fachzeitungen zu veröffentlichen. In Zusammenarbeit mit dem Apotheker Anton Monheim führte er verschiedene Medikamentenversuche durch. Um sich bessere Möglichkeiten auf eine bessere Stelle zu verschaffen, absolvierte er in Koblenz das Physikatsexamen, allerdings blieb ein Stellenangebot dann aus.
1838 zog er aus gesundheitlichen Gründen nach Köln um und übernahm dort, trotz seiner Erkrankung, eine große Arztpraxis und war als praktischer Arzt, Wundarzt und Geburtshelfer tätig.
1848 übernahm Ignaz Düntzer zusätzlich eine Stelle als Armenarzt, die er bis zu seinem Tode im September 1848 gewissenhaft ausübte.

## Wissenschaftliche Tätigkeit
Ignaz Düntzer beschäftigte sich intensiv mit geburtshilflichen Themen. Weiterhin interessierte er sich für Geisteskrankheiten und die Geschichte der Medizin. Darüber hinaus beschäftigte sich mit anderen medizinischen Themenbereichen. Er war zeit seines Lebens an wissenschaftlicher Forschung interessiert und trug durch seine Arbeiten dazu bei, das diese auch vorangetrieben wurde. Seine wichtigsten Veröffentlichungen betreffen die schwierige Geburt und ihre Komplikationen. Von besonderem Wert ist auch die Herausgabe und kongeniale Übersetzung in Versform der Gesundheitsregeln der Schule von Salerno.

## Schriften
- De delirio tremente. Dissertatio inauguralis medica. Typis C. F. Brettschneiderii, Berolini 1831. (reader.digitale-sammlungen.de, Digitalisat der Bayerischen Staatsbibliothek)
- Ueber die innere Anwendung des Chlors. In: Wochenschrift für die gesammte Heilkunde. No. 5, 29. Januar 1836. (Herausgeber: Casper, Mitredaktion: Romberg, v. Stosch, Thaer)
- 1. Spätes Zahnen und 2. Beschreibung eines Monstri. In: Wochenschrift für die gesammte Heilkunde. No. 13, 30. März 1839. (Herausgeber: Casper, Mitredaktion: Romberg, v. Stosch)
- Merkwürdige steatomatöse und tuberkulöse Entartung der Gebärmutter, bei gleichzeitiger Schwangerschaft von normaler Dauer. In: Neue Zeitschrift für Geburtskunde. Bd. 8, 1840. (Herausgeber: Dr. Busch, Dr. von d’Outrepont, Dr. von Ritgen und Dr. von Siebold)
- Regimen Sanitatis Salernitanum – Gesundheitsregeln der salernitanischen Schule. Lateinisch und im Versmaaße der Urschrift verdeutscht nebst der Geschichte der Schule. F. C. Eisen, Köln 1841. (Herausgegeben von Dr. J. Düntzer) (books.google.de, Digitalisat)
- Die Competenz des Geburtshelfers über Leben und Tod: mit besonderer Rücksicht auf die Streitfrage: Darf in zweifelhaften Fällen das Kind der Mutter, oder die Mutter dem Kinde geopfert werden. J. P. Bachem, Köln am Rhein 1842. (books.google.de, Digitalisat)
- Geburtshülfliche Beobachtungen und Erfahrungen. In: Neue Zeitschrift für Geburtskunde. Bd. 11, 1842. (Herausgeber: Busch, von d’Outrepont, von Ritgen und von Siebold). Darin:
  - 1) Bedeutender Eindruck des Stirnbeins bei einem Neugebornen, veranlasst durch eine Exostose zwischen dem 4ten und 5ten Lendenwirbel.
  - 2) Abgestorbenes Monstrum bei lebendem und wohlgebildetem Kinde.
  - 3) Eclampsia parturientium.
  - 4) Zwei Fälle von Placenta praevia, durch Application der Zange und Anwendung des Secale cornutum glücklich beendigt.
- Die Entbindung verstorbener Schwangern in geburtshülflicher und forensischer Beziehung. J. P. Bachem, Köln 1845. (books.google.de, Digitalisat)